# Loblollytall
Loblollytall (Pinus taeda) är en av flera tallar hemmahörande i sydöstra USA, från Texas österut till Florida, och norrut till Delaware. Den är särskilt dominerande i den östra delen av North Carolina, där det finns stora skogsområden som nästan enbart består av loblollytall, i motsats till resten av sydstaterna, där skogen innehåller loblollytall, men också många andra arter av träd. Det är en av de arter som inom träindustrin räknas till gruppen sydlig gul tall.

## Utseende
Loblollytallar når en höjd av 30–35 meter med en diameter på 0,4–1,5 meter. Vissa exemplar kan uppnå en höjd av 50 meter, högst av alla tallar i södra USA. Dess barr växer i buntar om tre, ibland vridna, och mäter 12–22 centimeter, en medellängd för söderns tallar (kortare än barren hos Pinus palustris eller Pinus elliottii, men längre än hos Pinus echinata och Pinus glabra). Barren finns vanligtvis kvar i upp till två år innan de faller av, vilket ger arten dess vintergröna karaktär. Även om vissa barr faller under hela året på grund av hårt väder, insektsangrepp och torka, faller de flesta barren av under hösten och vintern under sitt andra år. Nybildade kottar är gröna och mogna kottar är ljusbruna. Kottarnas längd är 7–13 centimeter. Bredden är 2–3 centimeter när de är stängda och 4–6 centimeter när de öppnas.
Den högsta kända loblollytallen finns i Congaree nationalpark och har en höjd av 51,4 meter (169 fot). I Congaree nationalpark finns även den största loblollytallen, med en volym av 42 kubikmeter.

## Ekologi
Ordet loblolly betyder "låg, fuktig plats", men dessa träd är inte begränsade till den specifika livsmiljön. Loblollytall växer bra i sur lerjord som är vanlig i hela södern, och tallen är vanlig i stora bestånd på landsbygden. 

## Etymologi
Andra äldre namn på loblollytallen i USA är "oldfield pine" (på grund av sin ställning som en tidig kolonisatör av övergivna områden) och "bull pine" (på grund av dess storlek, men flera andra gula tallar kallas också så, i synnerhet stora enstaka exemplar), samt "rosemary pine" (på grund av dess speciella doft jämfört med de andra arterna) och "North Carolina pine".  Dess vetenskapliga artepitet taeda hänvisar till dess hartsartade trä.